# Kamen (hrad)
Kamen (slovinsky Grad Kamen, německy Burg Stain) je zřícenina středověkého hradu z 12. století, která se nachází ve vesnici Begunje na Gorenjskem v občině Radovljica v historickém Hornokraňském regionu ve Slovinsku. 
Zřícenina má statut kulturní památky.

## Historie a charakteristika
Hrad byl postaven ve 12. století na kraji obce Begunje na Gorenjskem na skalním výběžku u začátku doliny Draga hrabaty z Ortenburgu, kteří však hrad nikdy přímo neobývali. O budovu se starali jejich správcové. První písemná zmínka o hradě pochází z roku 1145, je v ní zmiňován jako jedna z nejdůležitějších pevností v okolí. V roce 1418, po smrti posledního hraběte z Ortenburgu, se hrad stal majetkem hrabat z Celje, kteří jej vlastnili až do smrti hraběte Hermana III. V roce 1436 hrad začal využívat šlechtický rod Lambergů. Jurij Lamberg hrad v roce 1469 odkoupil. Během vlastnictví Lambergů se hrad dočkal mnoha přestaveb a renovací. Rod Lambergů opustil hrad v 18. století, kdy hrad ztratil svůj obranný význam a rod se přestěhoval do nového sídla, hradu Katzenstein (Kacenštajn). Hrad byl ponechán svému osudu a jeho část byla rozebrána místními obyvateli, kteří použili materiál při výstavbě kostela.

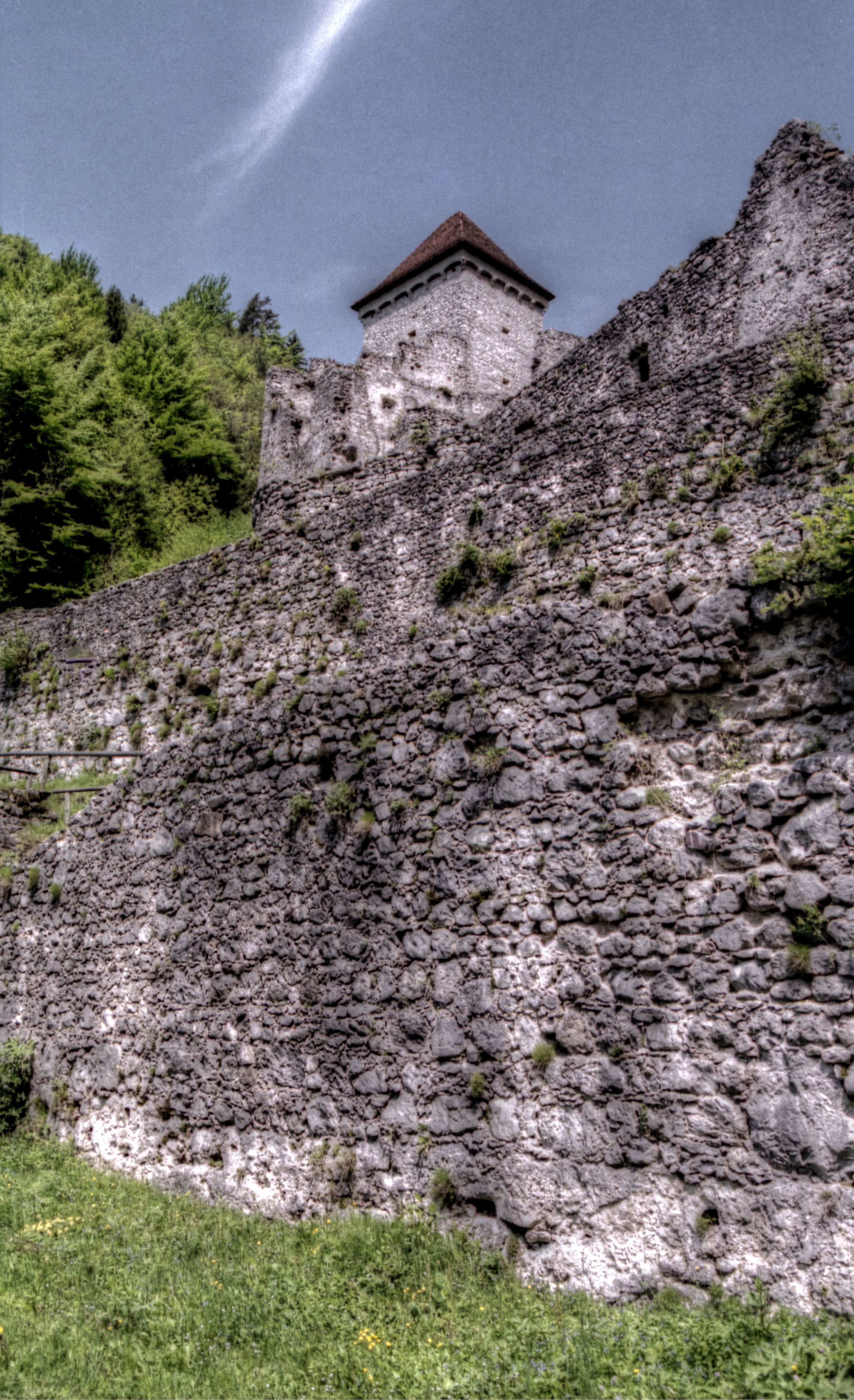
Pohled na hradby, v pozadí románská věž

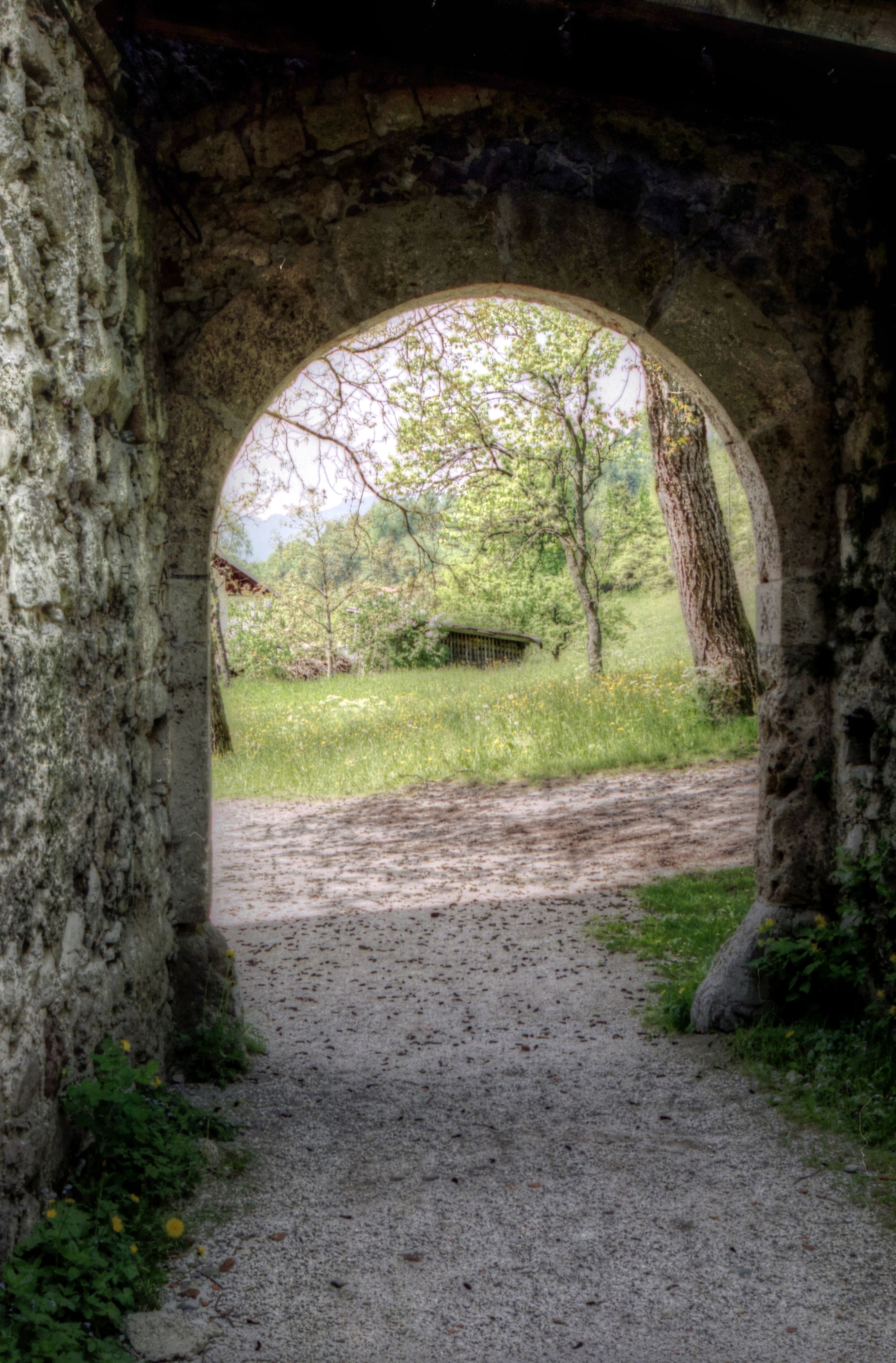
Vstup do hradu

V roce 1959 byl hrad částečně zrestaurován a zbylá část zříceniny byla zakonzervována.
Hrad byl postaven v románském slohu, později k němu byly vybudovány gotické a renesanční přístavby. Z románského období se dochovala věž jako nejstarší část dnešní zříceniny hradu. Románská věž má čtvercový půdorys a stojí v severozápadní části hradu. Z gotického období pocházejí zbytky čtyřposchoďové obytné budovy, které se nacházejí na opačném konci hradního komplexu. V centrální části hradu byl v 16. století postaven renesanční palác s vnitřním nádvořím. Na jižních svazích pod hradem se nacházely terasovité zahrady. K hradnímu komplexu patřily ještě různé hospodářské budovy, včetně mlýna a pily.
Zřícenina hradu Kamen je volně přístupná.

## Zajímavost
- O jednom z hrabat z rodu Lambergů, kteří byli nejdéle vlastníky hradu, Gašperovi Lambergovi, který se účastnil rytířských turnajů a v 85 z nich zvítězil, se dochovala lidová píseň Pegam a Lambergar.[2][3]
- V blízkosti hradu Kamen se nachází zřícenina barokního zámku Škratov grad a archeologické naleziště Jama Zijalka.[2]